# 라파엘 쿠벨리크

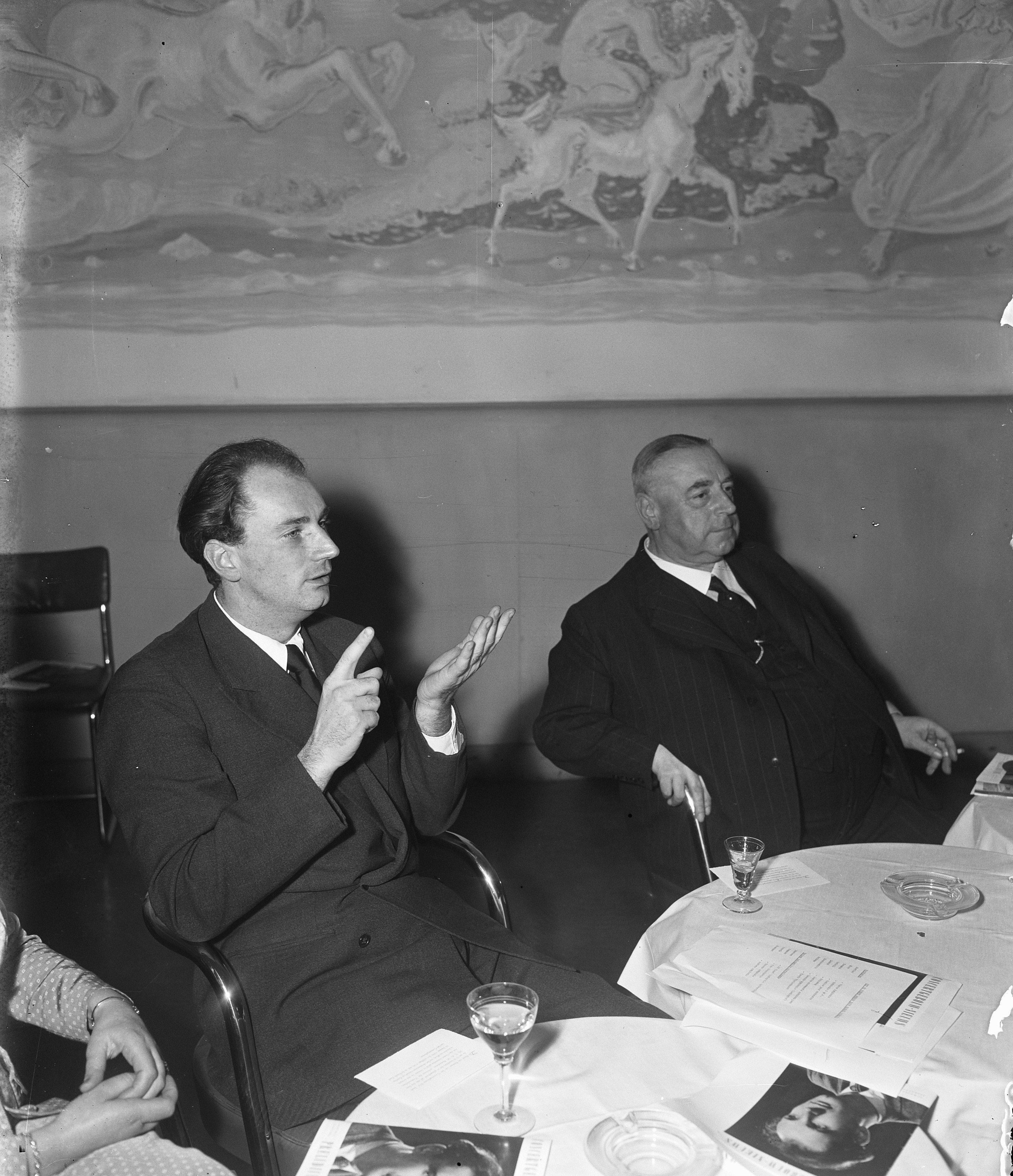
라파엘 예로님 쿠벨리크 (1950)

라파엘 예로님 쿠벨리크(체코어: Rafael Jeroným Kubelík, 1914년 6월 29일 ~ 1996년 8월 11일)는 체코 출신의 지휘자, 작곡가이다.

## 생애
바이올리니스트 얀 쿠벨리크와 헝가리 백작 부인이었던 어머니 사이에서 여섯 번째 아이이자 장남으로 태어났다. 그는 아버지에게서 바이올린을 배웠으며 14세에 푸르트벵글러가 지휘하는 연주를 듣고 감명을 받아 지휘자가 되기로 마음먹었다.프라하 음악원에서 작곡, 바이올린, 지휘를 공부했다. 음악원을 졸업한 1934년 체코 필하모니 관현악단의 지휘자로 취임, 데뷔했다. 바이올리니스트였던 아버지의 연주 여행에 반주자로서 동행하며 유럽을 순회하기도 했다. 귀국한 뒤에는 1939년 브르노의 국립 가극장 음악감독이 되었고 1942년에는 체코 필하모니 관현악단의 상임 지휘자로 취임했다. 쿠벨릭은 지휘 외에도 교향곡, 실내악곡, 가곡 등을 쓰는 작곡가로서의 작업을 했으며 1940년에는 아버지의 죽음을 애도하는 레퀴엠도 썼다. 1946년 에드바르트 베네시 대통령의 후원으로 체코 필하모니 창설 50주년을 기념하는 음악제의 지휘를 맡았는데 이것이 프라하의 봄 음악제의 시작이다. 쿠벨리크는 체코에 공산당 정권이 들어서자 매우 낙심했고, 1948년 에든버러 음악제에서 모차르트의 오페라 《돈 조반니》의 지휘자로 초빙된 것을 기회로 영국으로 망명해 1990년까지 체코로 돌아오지 않았다. 망명 후 시카고 교향악단의 음악감독, 코번트 가든 왕립 가극장의 음악감독, 바이에른 방송 교향악단의 상임 지휘자, 메트로폴리탄 오페라의 음악감독 등을 지내며 커리어를 쌓았다. 1986년 건강상의 이유로 지휘자 자리에서 은퇴했지만 1989년 체코가 벨벳 혁명으로 민주화되자 이듬해인 1990년 바츨라프 하벨 대통령의 요청으로 프라하의 봄 음악제에 출연해 전야제에서 베드르지흐 스메타나의 《나의 조국》을 지휘했다. 1996년 스위스의 루체른에서 죽었으며 체코 프라하의 비셰흐라드 묘지에 묻혔다.